# Carlos Babington
Carlos Babington (* 20. September 1949 in Buenos Aires) ist ein ehemaliger argentinischer Fußballspieler und ‑funktionär.

## Laufbahn
Geboren als Spross der Adelsfamilie Babington und Enkel eines englischen Großvaters, begann Babington seine Karriere 1969 bei Club Atlético Huracán und gewann mit dem Klub 1973 unter Trainer César Luis Menotti die Meisterschaft. Kurz darauf sollte er zu Stoke City wechseln, jedoch scheiterte der Wechsel an der fehlenden Geburtsurkunde seines Großvaters als Nachweis für die englische Abstammung. Auch Inter Mailand wollte ihn verpflichten, was jedoch scheiterte, da die Serie A damals für die Spieler italienische Vorfahren forderte.
Infolge der Weltmeisterschaft 1974 in Deutschland wurde Klaus Steilmann, Mäzen des damaligen deutschen Zweitligisten SG Wattenscheid 09, auf ihn aufmerksam und konnte ihn für Wattenscheid verpflichten. Für die SG 09 absolvierte er in vier Jahren 120 Spiele in der 2. Bundesliga Nord, in denen er 46 Tore erzielte. 1979 kehrte er zu Atlético Huracán zurück und erzielte dort als offensiver Mittelfeldspieler bis 1982 insgesamt 126 Tore. Seine aktive Karriere beendete er 1982 bei den Tampa Bay Rowdies in Florida.
Babington war argentinischer Nationalspieler und erzielte dort zwei Tore. Unter anderem gehörte er zum argentinischen Team bei der Fußball-Weltmeisterschaft 1974. Dort wurde er zum neuntbesten Spieler gewählt. Laut eigenen Aussagen hatte ein gescheiterter Wechsel zu River Plate und der damit einhergehende Verbleib in Wattenscheid eine Teilnahme an der Fußball-Weltmeisterschaft 1978 verhindert.
Von 1988 bis 1991 war Babington Manager von Atlético Huracán; er ist seit 2005 Präsident des Vereins.